# Julieta Petriella
Julieta Gloria Petriella (Buenos Aires, 2 de marzo de 1976) es una actriz y productora argentina de cine, teatro y televisión. En 2010 debutó como actriz en la película Miss Tacuarembó. Es hermana de la actriz Melina Petriella.

## Televisión
| Televisión | Televisión         | Televisión      | Televisión | Televisión                |
| Año        | Título             | Personaje       | Canal      | Notas                     |
| ---------- | ------------------ | --------------- | ---------- | ------------------------- |
| 2012       | Volver a nacer     | Soledad Arreche | TV Pública | Protagonista / Productora |
| 2012       | La viuda de Rafael | -               | TV Pública | Productora                |

## Cine
| Cine | Cine            | Cine             | Cine          |
| Año  | Título          | Personaje        | Dirección     |
| ---- | --------------- | ---------------- | ------------- |
| 2010 | Miss Tacuarembó | María José López | Martín Sastre |

## Teatro
| Teatro                        | Teatro     | Teatro          | Teatro |
| Título                        | Rol        | Dirección       |        |
| ----------------------------- | ---------- | --------------- | ------ |
| Demasiado cool para morir     | Productora | Martín Salazar  |        |
| Viaje al corazón de un cuento | Actriz     | Alejandra Darín |        |